# Park Kombatantów w Warszawie

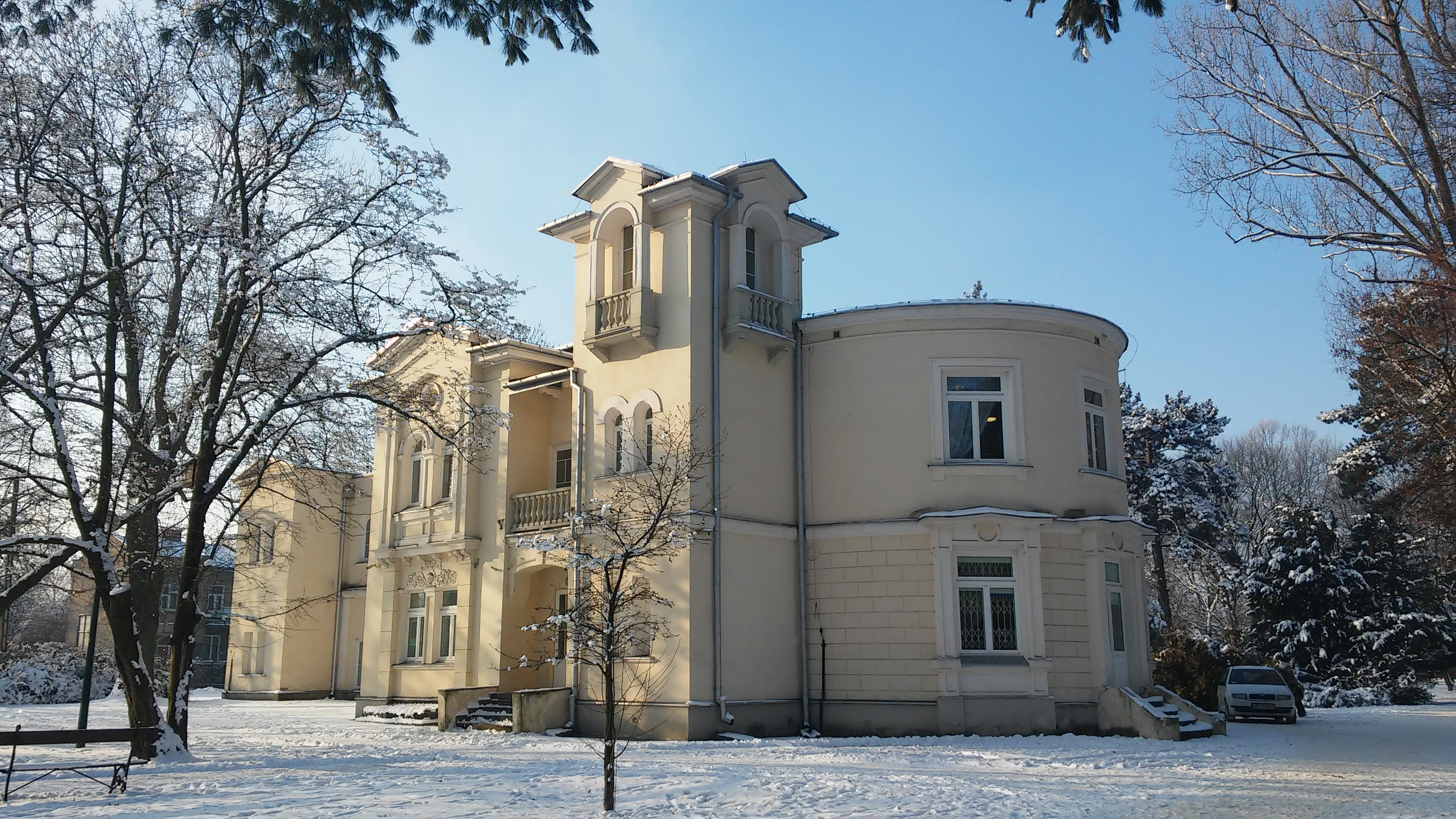
Pałac Koelichenów, współcześnie filia biblioteki publicznej

Park Kombatantów, także park Koelichenów (od nazwiska ostatnich właścicieli) – park w Warszawie, w dzielnicy Włochy w rejonie Nowe Włochy, w obrębie ulic Chrościckiego, Świerszcza, Koziorożca i Cienistej.

## Historia
Od połowy XVII wieku tereny obecnych Włoch stały się własnością Andrzeja Leszczyńskiego – kanclerza wielkiego koronnego, który wybudował tam swoją rezydencję. W roku 1671 ukrywał się w niej Ulryk Werdum, jeden z organizatorów magnackiej opozycji przeciwko Michałowi Korybutowi Wiśniowieckiemu. W roku 1794 zatrzymał się tam Fryderyk Wilhelm II – król Prus.
Park powstał pod koniec XVIII wieku. W roku 1795 właścicielem nieruchomości stał się hrabia Tadeusz Antoni Mostowski, późniejszy minister spraw wewnętrznych Księstwa Warszawskiego i Królestwa Polskiego. Mostowski stworzył tam swoją podwarszawską rezydencję. Wówczas zaprojektowano również park. Jego projektantem był A. Szubert. W roku 1842 przybył z Anglii ogrodnik F. James, dzięki któremu park zyskał obecny wgląd, typowy dla parków angielskich. Także w roku 1842 Mostowski ukończył budowę neorenesansowego pałacyku. Od 1844 do II wojny światowej park i pałacyk były własnością Koelichenów, rodziny holenderskiego pochodzenia, zajmującej się przemysłowym barwieniem tkanin. Już wówczas w parku rosło wiele egzotycznych drzew.
Zgodnie z koncepcją ówczesnego prezydenta stolicy Zygmunta Słomińskiego miało tam powstać jedno z miast ogrodów otaczających stolicę.
W czasie II wojny światowej w pałacyku znajdowała się przychodnia lekarska. 16 września 1944 z parku wywieziono do obozów koncentracyjnych zgromadzonych tam ok. 6000 mężczyzn – mieszkańców Włoch (powróciło ok. 1000 osób). Po powstaniu warszawskim znajdował się tam obóz przejściowy, z którego wysiedlonych warszawiaków wywożono do Dulagu w Pruszkowie. Od strony ulicy Świerszcza, znajduje się krzyż oraz pomniki upamiętniające mieszkańców dzielnicy, którzy zostali w 1944 roku wywiezieni z Włoch. 
W latach 1999–2000 park został gruntownie wyremontowany. Zainstalowano wtedy nowe lampy i ułożono chodniki. W centralnej części powstał nowoczesny plac zabaw dla dzieci. Z okresu XVIII-wiecznego zachował się także niewielki fragment ogrodzenia – brama wejściowa przy skrzyżowaniu ulic Zdobniczej, Obrońców Pokoju i Cienistej. W latach 2007–2008 podjęto prace mające na celu objecie terenem parku całego kwartału ulic. W roku 2009 powstały dwa nowe place zabaw (jeden zastąpił stary plac) ufundowane przez Przedsiębiorstwo Państwowe „Porty Lotnicze”, właściciela Lotniska Chopina, znajdujące się na terenie dzielnicy Włochy. w następnym roku ustawiono drugą bramę na przeciwległym krańcu parku, obok pałacyku (w pobliżu zbiegu ulic Chrościckiego i Przyłęckiej).
W pałacyku mieści się obecnie biblioteka. Został on umieszczony (obok m.in. samolotu) w herbie istniejącej do 2002 roku gminy Warszawa-Włochy, jako jeden z jej symboli.

## Drzewa
W parku znajdują się cenne okazy drzew:
- platan klonolistny (ok. 130 lat)
- tulipanowiec amerykański (ok. 110 lat)
- lipa drobnolistna (ok. 250 lat)
- sosny czarne (ok. 130 lat)
- klon polny (ok. 130 lat)

Kilka drzew to pomniki przyrody. W sąsiedztwie parku Kombatantów znajduje się Staw Koziorożca (dawniej nazywany Kilcheniakiem od nazwiska ostatnich właścicieli majątku Włochy) przy ul. Koziorożca.

## Dojazd
Obok parku znajduje się stacja kolejowa Warszawa Włochy, na której zatrzymują się pociągi Kolei Mazowieckich i Szybkiej Kolei Miejskiej. Do parku Kombatantów dotrzeć można także komunikacją autobusową. 